# Jane Doe
Jane Doe (с англ. — «Джейн Доу») — четвёртый полноформатный студийный альбом американской металкор-группы Converge, выпущенный 4 сентября 2001 года на лейбле Equal Vision Records; это последний релиз группы, записанный на этом лейбле. Продюсированием альбома занимались Мэтью Эллард и гитарист Курт Баллу, дизайн обложки разработал вокалист Джейкоб Бэннон. Альбом стал дебютным для нового бас-гитариста группы Нейтана Ньютона и барабанщика Бена Коллера, а также стал последним, в записи которого участвует гитарист Аарон Долбек. С этого момента состав группы не менялся.
Альбом стал коммерческим успехом группы, несмотря на отсутствие в чартах; Jane Doe получил много хвалебных отзывов критиков за свою динамику, свирепость, производственную и лирическую составляющие. С тех пор он был неоднократно отмечен как один из лучших альбомов своего жанра и эпохи разными изданиями. Альбом стал культовым, а обложка стала иконой группы. Живая версия под названием Jane Live была выпущена в 2017 году.

## Сочинение и запись
Вокалист Джейкоб Бэннон заявил в интервью, что многие песни альбома Jane Doe заимствованы из сайд-проекта Supermachiner, проект, который как утверждалось, вдохновлял экспериментальную сторону альбома. Песни «Jane Doe» и «Phoenix in Flight» изначально предназначались для альбома Supermachiner, Rise of the Great Machine, но Бэннон подумал, что «для Converge было бы разумно сыграть их». Гитарист Курт Баллу заявил, что ударник Бен Коллер «оживил группу» и «подтолкнул в новом направлении» и что до басиста Нейта Ньютона, присоединившегося к группе, Баллу был доминирующим автором всех песен группы. Баллу сказал, что после появления Ньютона в группе, альбом стал более совместным с точки зрения написания песен, которых Баллу заявляет, раньше не было.
Группа имела более высокий бюджет для записи альбома, по сравнению с предыдущими релизами. Запись альбома составила 11,000$. Весь альбом был записан на шестикатушечной двухдюймовой ленте. Запись альбома проходила в трёх разных студиях: Q Division Studios, GodCity Studio, Fort Apache Studios; микширование проходила в двух последних. Альбом Jane Doe в основном был записан в студии Q Division, по соседству с музыкантом Джеймсом Тейлором, который в то время работал над альбомом October Road. Дополнительная запись альбома в студиях GodCity и Fort Apache заняла около трёх лет. Группа записывалась в течение 7 дней в студии Q Division, используя две комнаты: студию А и студию В. В студии А группа записывала медленные композиции, когда как во второй студии группа записывала песни с более быстрым темпом. Продюсер Мэт Эллард заявлял, что студия А была атмосфернее, чем В.
Ньютон рассказывал в интервью: «я помню, что все мы хотели написать хардкорный альбом, который дети будут ненавидеть». Мэтью Эллард, инженер и продюсер Jane Doe, сказал, что он его видел как «большой рок-альбом», а не как метал-альбом. Баллу же говорил, что Jane Doe — это первый альбом Converge, которым он «гордится от начала до конца».

## Музыка и лирика
Бэннон заявил, что лирические темы альбома родились из разрушающихся отношений и эмоциональных последствий этого опыта.
Тексты песен, приведённые в буклете Jane Doe, отличаются от некоторых текстов на записанных треках. В буклете текст вступительного трека «Concubine» звучит так: «For I felt the greatest of winters coming / And I saw you as seasons shifting from blue to grey / That’s where the coldest of these days await me / And distance lays her heavy head beside me / There I’ll stay gold, forever gold», хотя в песне поётся только одно: «You stay gold / I’ll stay gold». Скотт Баттерворт из Noisey сказал: «Это несколько сбивающее с толку несоответствие, но в то же время, это до жути напоминает момент, который переживало большинство из нас. Если вы когда-либо планировали в уме красноречивую, хорошо аргументированную речь только для того, чтобы почувствовать себя слишком подавленным, слишком уязвлённым, слишком эмоциональным, чтобы произнести её, когда придёт время, вы можете понять, какой блестящий трюк использует здесь Бэннон».

## Художественное оформление
Дизайн обложки для Jane Doe был разработан Джейкобом Бэнноном. В буклете представлены тексты для каждой песни альбома, которые намеренно разбросаны и их трудно разобрать. Бэннон заявил: «Визуально я просто хотел запечатлеть это разочарование в отношениях и направить весь негатив, который я испытывал. Я сделал это в надежде создать какой-то позитив из всего негатива, который я испытывал». В результате получилась загадка, созданная из различных материалов, коллажей, фотографий, аэрозольных красок и чернил, которые Бэннон затем собрал в цифровом виде. С тех пор изображение на обложке стало их «фактической иконой».
Бэннон рассказал в интервью, что отказался от нескольких художественных проектов, чтобы поработать над иллюстрациями для Jane Doe: 

Отказавшись от нескольких других текущих художественных проектов, чтобы в течение месяца работать исключительно над Jane Doe, Бэннон применил тот же скрупулёзный подход к созданию всех сопутствующих изображений, которые представлены в 28-страничном буклете к альбому. «Как только у меня были готовы основные изображения, включая обложку, я приступил к обработке шрифта для выпуска», — говорит он. «Сначала я использовал старый шрифт Letraset, но позже, по мере продвижения проекта, перешёл на современную типографику. Моей целью было сохранить то же самое кинетическое ощущение от изображений и сделать их едиными».
Сначала Бэннон заявил, что изображение на обложке не было основано на какой-либо оригинальной модели, но 5 октября 2021 года французская актриса и модель Одри Марней заявила, что она послужила основой для культовой иллюстрации Jane Doe. В своём посте в Instagram Марней заявила, что её фотография из майского номера итальянского журнала Marie Claire за 2001 год, сделанная голландским модным фотографом Яном Уэлтерсом, была использована Бэнноном в качестве оригинального материала. На следующий день Бэннон признал в своих личных аккаунтах в социальных сетях, а также в аккаунтах группы, что фотография, на которую ссылается Марней, действительно была первоисточником, использованным для создания оригинального трафарета для оформления альбома.

## Выпуск и продвижение альбома
В середине 2000 года Converge самостоятельно выпустили трёхдорожечную пластинку под названием Jane Doe Demos во время своего тура 2000 года, тираж которой был ограничен 100 экземплярами. Диски содержали неизданные демо-версии песен «Bitter and Then Some» и «Thaw» из грядущего альбома, а также кавер-версию «Whatever I Do» группы Negative Approach.
Jane Doe был выпущен 4 сентября 2001 года на лейбле Equal Vision Records в виде компакт-диска и двойного винила, которые были представлены в нескольких цветах. Первый тур Converge в поддержку Jane Doe состоялся в сентябре 2001 года с Drowningman и Playing Enemy. Позже Drowningman прервали турне, чтобы поработать над новым альбомом.
В 2002 году было выпущено музыкальное видео на треки «Concubine» и «Fault and Fracture», режиссёром которого был Зак Мерк, давний друг группы. Клип был снят на натуре в Лос-Анджелесе более чем за три дня в сентябре. Группа заявила на своём веб-сайте, что «хотя всегда трудно передать творческий контроль над проектом, мы можем с уверенностью сказать, что Мерк проделал достойную похвалы работу над проектом», а также выразили особую благодарность Эшли за то, что она «просидела в ванне с кровью более двух часов».
Компания Бэннона Deathwish Inc. (по эксклюзивной лицензии Equal Vision) выпустила альбом на виниле в сопровождении 28-страничного буклета. Двойной альбом стал доступен для предварительного заказа в интернет-магазине Deathwish 1 апреля 2010 года, а затем стал доступен в августе 2010 года.

## Отзывы критиков
| Оценки критиков                  | Оценки критиков |
| Источник                         | Оценка          |
| -------------------------------- | --------------- |
| AllMusic                         | [ 26 ]          |
| Collector's Guide to Heavy Metal | 10/10           |
| Kerrang!                         | [ 28 ]          |
| Lambgoat                         | 9/10            |
| Metal.de                         | 9/10            |
| Pitchfork Media                  | 7.7/10          |
| Punknews.org                     | [ 32 ]          |
| Sputnikmusic                     | [ 33 ]          |
| Stylus Magazine                  | A−              |

Jane Doe стал самым успешным альбомом по сравнению с предыдущими релизами группы. Журнал Terrorizer наградил альбом статусом «Альбом года» в 2001 году. 2 июля 2002 года рецензент Pitchfork Media Кристофер Дэйр назвал альбом «мастерским», а также отметил его стороны словами «интеллектуальный полный интенсивности и мастерства». В январе 2007 года журнал Decibel поместил альбом на 35 позицию в «Зале Славы Decibel», а позже назвал его лучшим альбомом 2000-х. Дж. Беннетт пишет, что «Jane Doe был как полумелодической („Hell to Pay“, „Phoenix in Flight“, заглавный трек), так и диссонирующей вехой (все остальные песни), самой важной металкор-записью с того момента, когда группа Cave In выпустили свою пластинку Until Your Heart Stops три года назад». 11 июня 2010 года музыкальный сайт Sputnikmusic назвал Jane Doe «Лучшим альбомом десятилетия»; альбом занимает первое место в их списке «100 лучших альбомов десятилетия». Издательство Loudwire поставил альбом на 10 место в списке «Топ 11 метал-альбомов 2000-х». В марте 2011 года Jane Doe был введён в «Зал славы» журналом Rock Sound. Журнал описал альбом как «перевернувший игру во всей области тяжёлой музыки».

### Влияние
Альбом приобрёл культовый статус, оказав значительное влияние на экстремальную музыку. Японская хардкор-группа Heaven in Her Arms была названа в честь одноимённой композиции из альбома.

### Список топов
Знак «—» означает, что в списке альбом не находится в определённом порядке и не позиционировался численно.
| Издательство  | Страна         | Название топа                                           | Год  | Позиция |
| ------------- | -------------- | ------------------------------------------------------- | ---- | ------- |
| Terrorizer    | Великобритания | Albums of the Year 2001                                 | 2001 | 1       |
| Decibel       | США            | Decibel Hall of Fame                                    | 2007 | 35      |
| MetalSucks    | США            | 21 Best Metal Albums of the 21st Century… So Far        | 2009 | 5       |
| Noisecreep    | США            | Best Albums of the 2000s                                | 2009 | 1       |
| NPR Music     | США            | More Important '00s Music                               | 2009 | —       |
| Sputnikmusic  | США            | Top 100 Albums of the Decade                            | 2010 | 1       |
| Decibel       | США            | The Top 100 Greatest Metal Albums of the Decade         | 2010 | 1       |
| Loudwire      | США            | Top 11 Metal Albums of the 2000s                        | 2011 | 10      |
| Rock Sound    | Великобритания | Rock Sound’s 101 Modern Classics: The Final Instalment! | 2012 | 15      |
| LA Weekly     | США            | Top 20 Hardcore Albums in History                       | 2013 | 5       |
| Kerrang       | Великобритания | 50 Albums You Need to Hear Before You Die               | 2015 | 21      |
| Rolling Stone | США            | The 100 Greatest Metal Albums of All Time               | 2017 | 61      |
| Loudwire      | США            | The 25 Best Metalcore Albums of All Time                | 2017 | 1       |

## Список композиций
Все тексты написаны Джейкобом Бэнноном, вся музыка написана группой Converge.
| №                   | Название               | Длительность |
| ------------------- | ---------------------- | ------------ |
| 1.                  | «Concubine»            | 1:19         |
| 2.                  | «Fault and Fracture»   | 3:05         |
| 3.                  | «Distance and Meaning» | 4:18         |
| 4.                  | «Hell to Pay»          | 4:32         |
| 5.                  | «Homewrecker»          | 3:51         |
| 6.                  | «The Broken Vow»       | 2:13         |
| 7.                  | «Bitter and Then Some» | 1:28         |
| 8.                  | «Heaven in Her Arms»   | 4:01         |
| 9.                  | «Phoenix in Flight»    | 3:49         |
| 10.                 | «Phoenix in Flames»    | 0:42         |
| 11.                 | «Thaw»                 | 4:30         |
| 12.                 | «Jane Doe»             | 11:34        |
| Общая длительность: | Общая длительность:    | 45:22        |

## Участники записи
| Converge: - Джейкоб Бэннон — вокал; - Курт Баллу — бэк-вокал, гитара, терменвокс; - Аарон Долбек — гитара; - Нейт Ньютон — бэк-вокал, бас-гитара, терменвокс; - Бен Коллер — барабаны. Приглашённые музыканты: - Кевин Бэйкер — бэк-вокал («The Broken Vow»); - Тре Маккарти — бэк-вокал («The Broken Vow»); - Калеб «Secret C» Скоуфилд — бэк-вокал («The Broken Vow»). | Производственный персонал - Мэтью Эллард — продюсер, микширование, звукорежиссёр; - Курт Баллу — продюсер, микширование, звукорежиссёр; - Джейкоб Бэннон — арт-директор, дизайн, микширование; - Алан Датчес — мастеринг; - Карл Пластер — ударный техник; - Мэтт Бодуэн — ассистент; - Энди Хонг — пре-продакшн. |